# Trou du Diable (Québec)
Le Trou du Diable est une grotte située à Saint-Casimir au Québec, Canada. Elle est la deuxième plus longue grotte au Québec et est la propriété de la Société québécoise de spéléologie.

## Description
Formé entre 3 500 et 4 000 ans, le Trou du Diable est une grotte traversée par un ruisseau dont les derniers 870 mètres sont souterrains, ce qui en fait la deuxième plus longue grotte au Québec.
Le Trou de Diable se divise en trois sections distinctes. La grotte, ouverte aux visiteurs, n'est pas praticable intégralement dû à la cryoclastie qui a dégradé la zone de la résurgence.
À Saint-Casimir de Portneuf se trouve la plus grande grotte du Québec et de tout l'Est canadien : le Trou du Diable. Sur la rive Sud de la rivière Sainte-Anne, un affluent de la rivière se perd et rejoint la rivière par un grand réseau hypogé. Sous terre on peut suivre la totalité du parcours de la rivière.
On remarque :
— la présence d'un réseau de galeries sèches, dont la plus typique est la galerie des marmites avec de belles formes d'érosion tourbillonnaire

— les vastes dimensions de certaines parties de la grotte

— l'arrivée d'affluents souterrains rejoignant le chenal principal

— la médiocrité des concrétions, ce qui témoigne de l'importance des actions de dissolution.
Source : Les karsts de l'Est Canadien.

## Toponymie
Grotte le Trou du Diable
Le Diable, incarnation du Mal absolu, représente certainement l'un des personnages - certains diront réels, d'autres mythologiques ou légendaires - les plus connus des Québécois, qui ont pu en entendre parler dans la famille, à l'école, à l'église, en allant au cinéma, au musée ou à d'autres occasions.
Maître des ténèbres et de l'Enfer, lieu où sont détenus les damnés, le Diable possède de nombreux pouvoirs, notamment celui de faire disparaître ses cornes et sa queue de la vue des humains.
En plus du personnage, le diable identifie quelques objets, dont un chariot servant à la manutention, un ustensile de cuisson et un appareil destiné à abattre les arbres. La présente appellation serait utilisée au moins depuis la fin des années 1910. La caverne qu'elle identifie fut aussi dénommée Grotte de Saint-Casimir-de-Portneuf et Grotte Hamelin.

Source : Commission de Toponymie Québec - Le Trou du Diable.

## Photos
Trou du Diable, grotte à Saint-Casimir

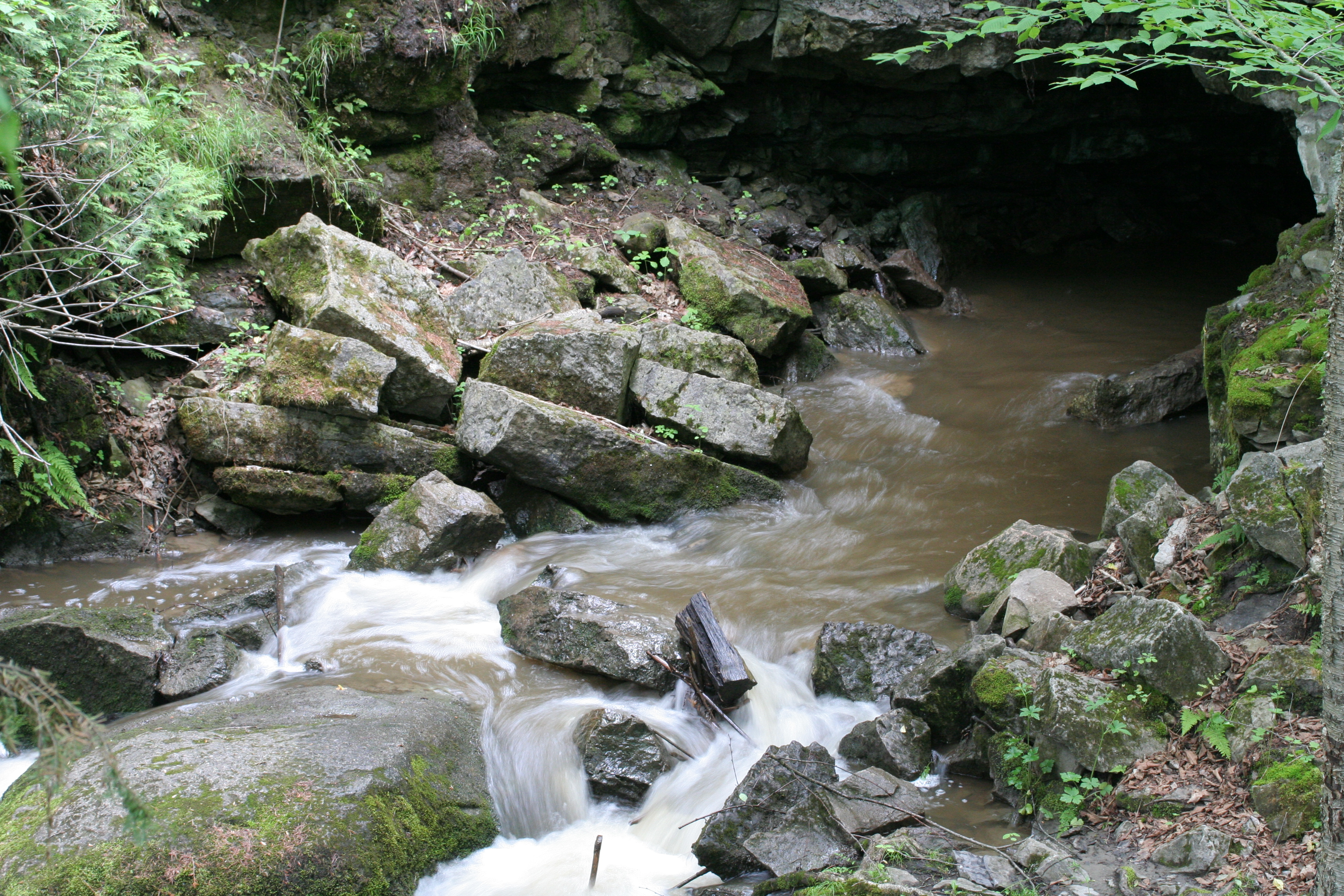
Sortie aval du ruisseau (sans nom).
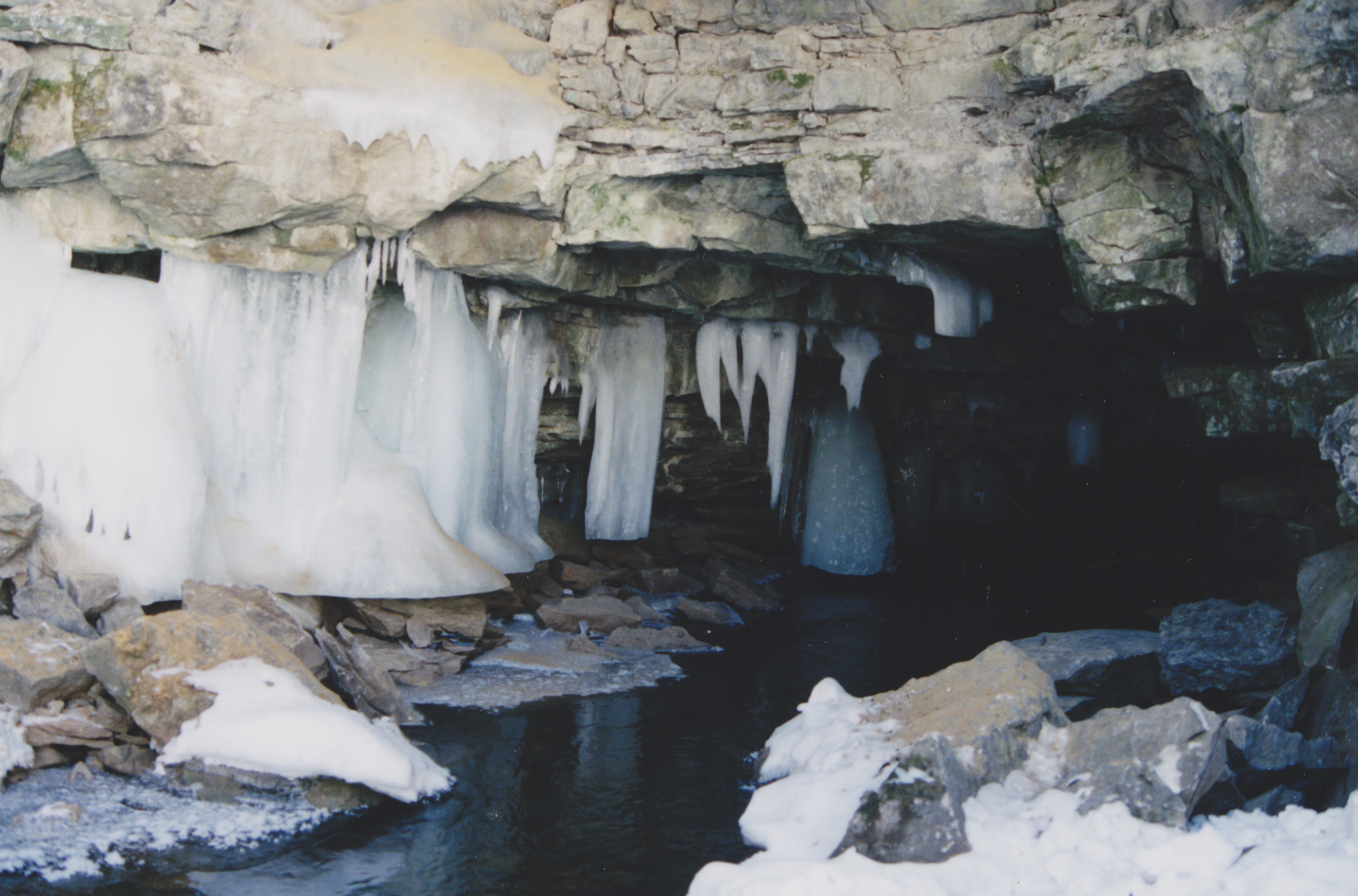
Sortie aval du ruisseau (sans nom).
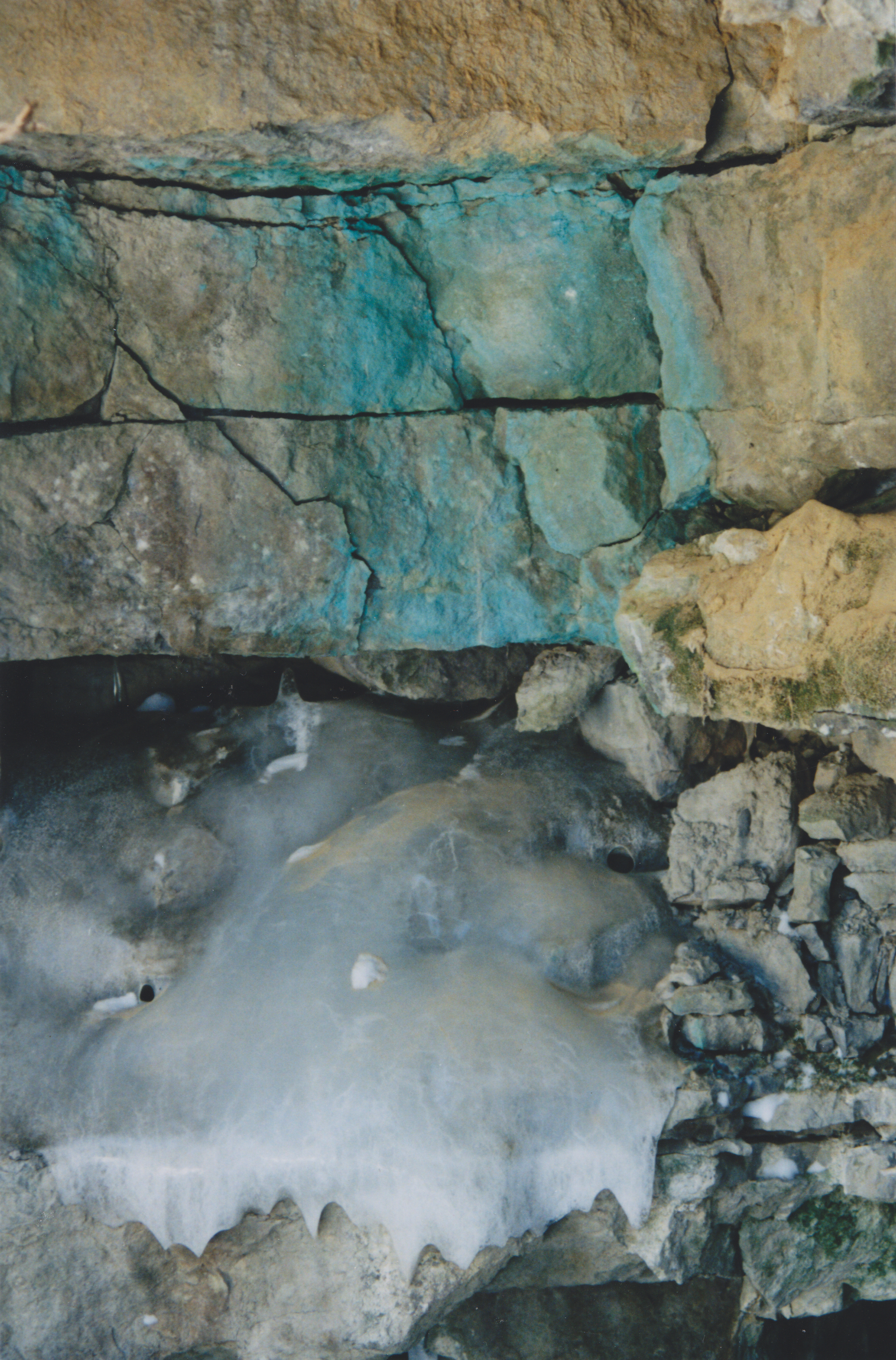
Paroi rocheuse (Cryoclastie) et sortie aval du ruisseau (Sans nom).

Le parc régional de Portneuf fournit les casques ainsi que les lampes frontales puis recommande de porter des chaussures et des vêtements qu’on peut mouiller et salir. Pour le parcours aventure, il suggère des genouillères.
 
Source : Voir du pays, Aventure sous terre.